# Estradiol acetate
Estradiol acetate (EA), được bán dưới tên thương hiệu Femtrace, Femring, và Menoring, là một loại thuốc estrogen được sử dụng trong liệu pháp hormone để điều trị các triệu chứng mãn kinh ở phụ nữ. Nó được dùng bằng đường uống một lần mỗi ngày hoặc cứ đặt vòng 3 lần một   tháng.
Tác dụng phụ của estradiol acetate bao gồm đau vú, mở rộng vú, buồn nôn, đau đầu và giữ nước. Estradiol acetate là một estrogen tổng hợp và do đó là chất chủ vận của thụ thể estrogen, đích sinh học của estrogen như estradiol.  Nó là một ester estrogen và một tiền chất của estradiol trong cơ thể.   Bởi vì điều này, nó được coi là một dạng estrogen thiên nhiên và bioidentical.
Estradiol acetate đã được giới thiệu cho sử dụng y tế vào năm 2001. Nó có sẵn ở Hoa Kỳ và Vương quốc Anh. Công thức để sử dụng bằng miệng đã bị ngưng ở Hoa Kỳ.

## Sử dụng trong y tế
Estradiol acetate được sử dụng như một thành phần của liệu pháp hormone mãn kinh để điều trị và ngăn ngừa các triệu chứng mãn kinh như bốc hỏa và loãng xương ở phụ nữ.
Các nghiên cứu Sáng kiến Sức khỏe Phụ nữ báo cáo tăng nguy cơ sức khỏe cho phụ nữ mãn kinh khi sử dụng estrogen không được đề cập. Estrogen có hoặc không có proestin nên được kê đơn ở liều hiệu quả thấp nhất và trong thời gian ngắn nhất phù hợp với mục tiêu điều trị và rủi ro cho từng phụ nữ.

### Các hình thức có sẵn
Estradiol acetate có dạng 0,45, 0,9 và 1,8   mg viên nén uống(Femtrace) và theo hình thức 12,4 hoặc 24,8   vòng âm đạo phát hành 50 hoặc 100   μg / ngày estradiol cho 3   tháng (Femring, Menored). Tuy nhiên, sản phẩm Femtrace đã bị ngừng sản xuất tại Hoa Kỳ.

## Chống chỉ định
Chống chỉ định của estrogen bao gồm các vấn đề về đông máu, bệnh tim mạch, bệnh gan và một số bệnh ung thư nhạy cảm với nội tiết tố như ung thư vú và ung thư nội mạc tử cung, trong số những người khác.

## Tác dụng phụ
Các tác dụng phụ của estradiol acetate giống như của estradiol. Ví dụ về các tác dụng phụ như vậy bao gồm đau và phì đại vú, buồn nôn, đầy hơi, phù nề, đau đầu và nám.

## Quá liều
Các triệu chứng của quá liều estrogen có thể bao gồm buồn nôn, nôn, đầy hơi, tăng cân, giữ nước, đau vú, tiết dịch âm đạo, chân nặng và chuột rút ở chân. Những tác dụng phụ này có thể được giảm bớt bằng cách giảm liều estrogen.

## Tương tác
Các chất ức chế và cảm ứng của cytochrom P450 có thể ảnh hưởng đến quá trình chuyển hóa estradiol và do nồng độ estradiol lưu hành mở rộng.

## Dược lý

Estradiol, dạng hoạt động của estradiol acetate.

### Dược lực học
Estradiol acetate là một ester estradiol, hoặc một tiền chất của estradiol. Như vậy, nó là một estrogen, hoặc một chất chủ vận của các thụ thể estrogen.   Estradiol acetate có trọng lượng phân tử cao hơn khoảng 15% so với estradiol do sự hiện diện của este axetat C3 của nó. Bởi vì estradiol acetate là một tiền chất của estradiol, nó được coi là một dạng estrogen thiên nhiên và bioidentical.

### Dược động học
Estradiol acetate được chuyển đổi thành estradiol trong cơ thể.

## Hóa học
Estradiol acetate là một steroid estrane tổng hợp và este axetat C3 của estradiol. Nó còn được gọi là estradiol 3-acetate hoặc estra-1,3,5 (10) -triene-3,17β-diol 3-acetate.  Một ester phổ biến khác của estradiol được sử dụng để uống là estradiol valerate, đó là este C17β của estradiol.

## Lịch sử
Estradiol acetate tương đối gần đây trên thị trường, lần đầu tiên được chấp thuận trong công thức vòng âm đạo là Menoring ở Vương quốc Anh vào năm 2001, tiếp theo là công thức vòng âm đạo như Femring ở Hoa Kỳ vào năm 2002, và cuối cùng như một chế phẩm bằng đường uống như Femtrace ở Hoa Kỳ năm 2004.

## Xã hội và văn hoá

### Tên gốc
Estradiol acetate là tên gốc của thuốc và USAN của nó.

### Tên thương hiệu
Estradiol acetate được bán trên thị trường dưới tên thương hiệu Femtrace, Femring và Menoring.

### khả dụng
Estradiol acetate có sẵn ở Hoa Kỳ và Vương quốc Anh.